# Basket vid olympiska sommarspelen 1984
Basketturneringen vid olympiska sommarspelen 1984 hade 12 deltagarländer som var indelade i två grupper. Bland herrarna hade varje grupp sex lag där de fyra första gick vidare till kvartsfinalspel. På damsidan tävlade totalt 6 lag. 

## Medaljfördelning
| Klass              | Guld | Silver | Brons |
| Herrar Detaljer... | USA (USA) Steve Alford Leon Wood Patrick Ewing Vern Fleming Alvin Robertson Michael Jordan Joe Kleine Jon Koncak Wayman Tisdale Chris Mullin Sam Perkins Jeffrey Turner           | Spanien (ESP) José Manuel Beirán José Luis Llorente Fernando Arcega Josep Maria Margall Andrés Jiménez Fernando Romay Fernando Martín Espina Juan Antonio Corbalán Ignacio Solozábal Juan Domingo de la Cruz Juan Manuel López Iturriaga Juan Antonio San Epifanio | Jugoslavien (YUG) Dražen Petrović Aleksandar Petrović Nebojša Zorkić Rajko Žižić Ivan Sunara Emir Mutapčić Sabit Hadžić Andro Knego Ratko Radovanović Mihovil Nakić-Vojnović Dražen Dalipagić Branko Vukićević |
| Damer Detaljer...  | USA (USA) Teresa Edwards Lea Henry Lynette Woodard Anne Donovan Cathy Boswell Cheryl Miller Janice Lawrence Cindy Noble Kim Mulkey Denise Curry Pamela McGee Carol Menken-Schaudt | Sydkorea (KOR) Aei-Young Choi Eun-Sook Kim Hyung-Sook Lee Kyung-Hee Choi Mi-Ja Lee Kyung-Ja Moon Hwa-Soon Kim Myung-Hee Jeong Young-Hee Kim Jung-A Sung Chan-Sook Park                                                                                             | Kina (CHN) Chen Yuefang Li Xiaoqin Ba Yan Song Xiaobo Qui Chen Wang Jun Xiu Lijuan Zheng Haixia Cong Xuedi Zhang Hui Liu Qing Zhang Yueqin                                                                     |

## Herrarnas slutställning
1. USA (8-0)
2. Spanien (6-2)
3. Jugoslavien (7-1)
4. Kanada (4-4)
5. Italien (6-2)
6. Uruguay (3-5)
7. Australien (4-4)
8. Västtyskland (2-6)
9. Brasilien (4-4)
10. Kina (2-6)
11. Frankrike (2-6)
12. Egypten (0-8)

## Damernas slutställning
1. USA
2. Sydkorea
3. Kina
4. Kanada
5. Australien
6. Jugoslavien